# Single track road

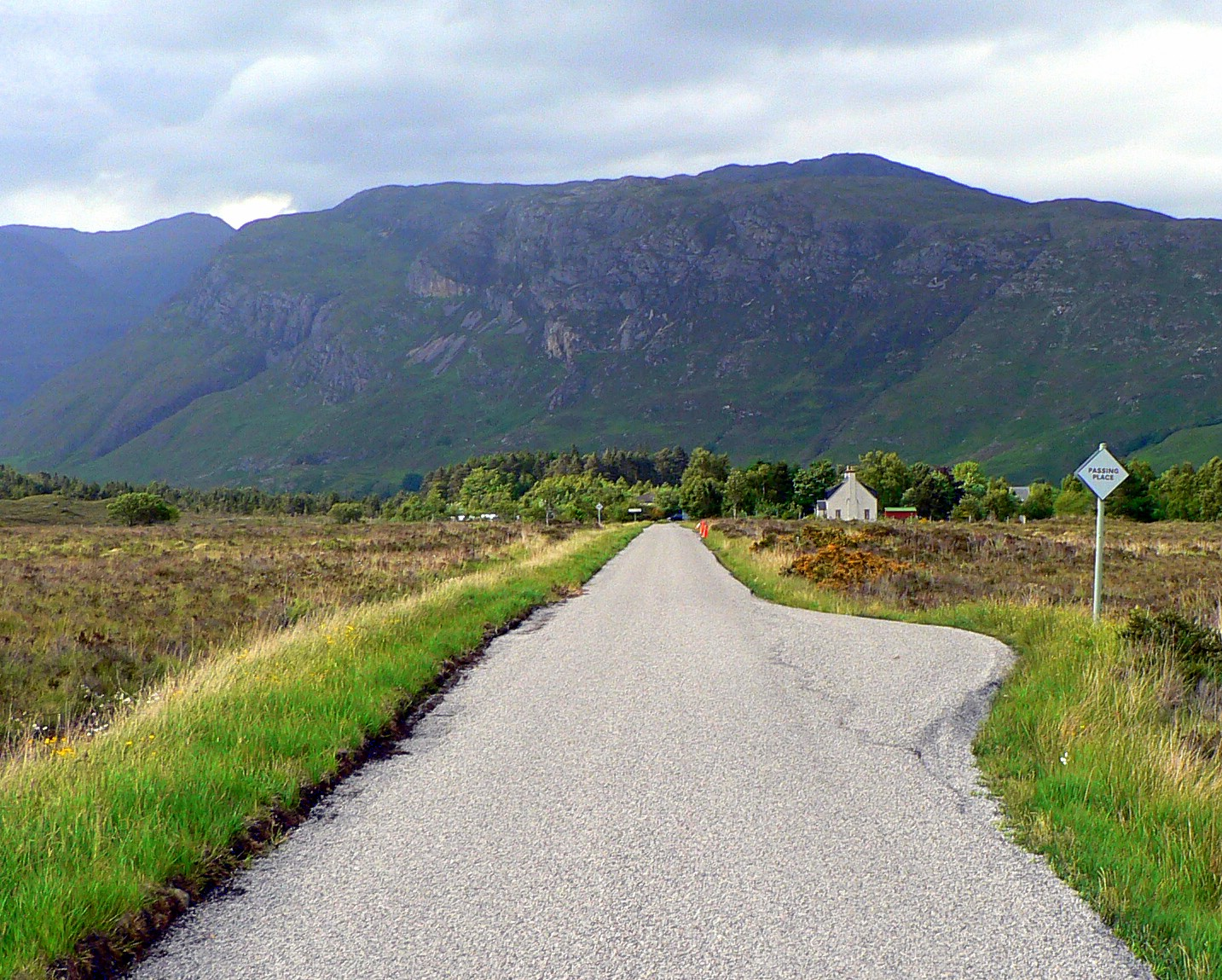
Single track road mit Ausweichbuchten auf der A896 in der Nähe von Kinlochewe in Schottland

Zeichen 821 des UK Highway Code, Ankündigung einer Single track road

Eine Single track road ist eine schmale Straße, die lediglich für ein einziges Fahrzeug breit genug ist. Sie sind in Großbritannien sehr verbreitet. Single track roads haben im Allgemeinen in regelmäßigen Abständen Ausweichstellen (engl. passing places), die es gestatten, Verkehr aus entgegengesetzten Richtungen aneinander vorbeizuführen.

## Single track roads in Schottland
Der Begriff wird in Schottland und vor allem in den Highlands sehr oft verwendet, um solche Straßen zu beschreiben. Die Ausweichstellen sind im Allgemeinen durch ein rautenförmiges oder quadratisches weißes Schild mit dem Text „passing place“ gekennzeichnet. In einigen Regionen sind sie auch durch Pfosten mit schwarz-weißen Streifen markiert. Parken ist in den Ausweichstellen verboten.
An den Ausweichstellen sollen Autofahrer schnellere Fahrzeuge überholen lassen. Einander entgegenkommende Fahrzeuge können ihre Geschwindigkeit so anpassen, dass sie gleichzeitig an der Ausweichstelle eintreffen, damit sie aneinander vorbeifahren können, ohne das Fahrzeug zum Stehen bringen zu müssen. Üblicherweise begrüßen die Fahrer einander mit einem Winken oder nachts mit dem Betätigen der Lichthupe. Für Single track roads gilt normalerweise die allgemeine Geschwindigkeitsbegrenzung für Landstraßen (60 Meilen pro Stunde; das entspricht etwa 97 km/h), es ist jedoch eine angepasste Fahrweise empfehlenswert.